# Juncal (Cañar)
Juncal ist eine Ortschaft und eine Parroquia rural („ländliches Kirchspiel“) im Kanton Cañar der ecuadorianischen Provinz Cañar. Die Parroquia besitzt eine Fläche von 63,71 km². Die Einwohnerzahl lag im Jahr 2022 bei 1680.

## Lage
Die Parroquia Juncal liegt in den Anden. Das Areal hat eine maximale Längsausdehnung in WSW-ONO-Richtung von 26 km. Es reicht im Südwesten bis an den Rìo Cañar. Dieser entwässert das Verwaltungsgebiet. Im Nordosten erreichen die Berge Höhen von mehr als 4500 m. Der etwa 2780 m hoch gelegene Hauptort Juncal befindet sich knapp 9 km nordnordwestlich des Kantonshauptortes Cañar. Die Fernstraße E35 (El Tambo–Zhud) durchquert das Verwaltungsgebiet.
Die Parroquia Juncal grenzt im Norden und im äußersten Nordosten an die Provinz Chimborazo mit den Parroquias Llagos, Compud, Chunchi und Achupallas, im Süden an die Parroquias Ingapirca, El Tambo, Cañar und Gualleturo sowie im Westen an die Parroquia Zhud.

## Orte und Siedlungen
In der Parroquia Juncal gibt es folgende Siedlungen: Centro Parroquial, Timburpamba, Canchaguzo, Tungulay, Warawín, Chuqirahua, Yaculoma und Charcay.

## Geschichte
Die Parroquia Juncal wurde am 22. November 1942 gegründet.

## Ökologie
Der Nordosten der Parroquia liegt innerhalb des Nationalparks Sangay.